# Тасбугет
Тасбуге́т (каз. Тасбөгет) — селище у складі Кизилординської міської адміністрації Кизилординської області Казахстану. Адміністративний центр Тасбугетської селищної адміністрації.
Населення — 27590 осіб (2021; 18875 у 2009, 16922 у 1999, 15369 у 1989).
Розташований на правому березі річки Сирдар'я, за 10 км від Кизилорди.